# Drawn from Bees
Drawn from Bees（ドローン・フロム・ビーズ）は、2008年にオーストラリアのブリスベン市で結成されたアートロックバンドである。

## メンバーと会社
ダン・ジェームズ (Dan James)（リードボーカル、ギター担当）、スチュー・リッドル (Stew Riddle)（ベース・ボーカル担当）、マット・ウェッドマイヤー (Matt Wedmaier)（ドラム・ボーカル）の3人で構成されている。
所属レコード会社はBonefinger Records（ボーンフィンガーレコードズ）。

## 影響
2011年のインタビューで、ギターのジェームズは、デヴィッド・ボウイとか、ピンク・フロイドとか、実験的音楽家から影響を受けたと示した。
具体的に、 人間と喧嘩というテーマがあるWalls of Teeth（歯の壁）のドラム作成はクリームの「お腹を殴ったのような」ドラムトーンから影響を受けて、ギタートーンはキース・リチャーズの耳障りなトーンを取った。
「Drawn from Bees」はオスカー・ワイルドの真面目が肝心の台詞から受けたそうで、日本語で『鉢から流れを汲んだ』とう意味。